# Сијански инцидент
Сијански инцидент из децембра 1936. је била важна прекретница у историји модерне Кине, који се одиграо у граду Си'ану током Кинеског грађанског рата између владајућег Куоминтанга и Комунистичке партије Кине непосредно пред Други кинеско-јапански рат. Генералисимуса Чанг Кај Шека, вођу Куоминтанга, је ухапсио маршал Џанг Сјуељанг, бивши господар Манџурије и командант Североисточне армије који се борио против јапанске окупације Манџурије и потоње експанзије у Унутрашњу Монголију војске Јапана и његове марионетске државе Манџукуо које је основана у Манџурији.
Овај инцидент је довео до примирја између националиста и комуниста да би заједно образовали уједињени фронт против претње које је представљао Јапан. Неке чињенице о инциденту су остале нејасне јер је већина умешаних умрла, а да нису открили детаље. Пре Сијанског инцидента, Комунистичка партија Кине се учврстила у покрајини Шенси пошто је 1934. био протеран из Ђангсија и других области јужне Кине. Јапан је напао североисточну Кину 1931, али је 1933. после освајања дошло до привременог застоја покрајине Жехе. Чанг Кај Шеков одговор на инвазију је био слаб и није подржао маршала Жанга, који се борио да заустави јапанско напредовање.
Хе Јингћин, пројапански виши генерал Куоминтанга, се спремао да поведе војску у Си'ан из Куоминтанговог седишта Нанкинга. Ово би изложило још северне Кине под ризик јапанског освајања, што се и обистинило 1937. Неки верују да су акције које је предузео маршал Џанг биле под утицајем Совјета, али било је довољно основа за Џанга и Јанг Хученга да делују на своју рукукако би створили ефикасан отпор јапанског инвазији.
Сијански инцидент се сматра прекретницом за Комунистичку партију Кине, јер се пре инцидента партија суочавала са новим таласом напада снага Куомнитанга. Кинески национализам је био сломљен јапанском инвазијом , али је Сијански инцидент ојачао кинески отпор, водећи ка уједињеном фронту Куоминтанга и Комунистичке партије Кине. На крају ће кинески комунисти имати користи од њега након настављања грађанског рата после јапанског пораза 1945. Међтуим, Стаљин је остао недоследан у својој подршци Комунистичкој партији Кине, а он и њен вођа Мао Цедунг су постали ривали током 1950-их.